# 北金井町
北金井町（きたかないちょう）は、群馬県太田市にある地名（町丁）。郵便番号は373-0003。

## 概要
強戸地区にある町丁。

## 地理

### 近隣町丁
- 菅塩町
- 成塚町
- 大鷲町
- 吉沢町

## 世帯数と人口
2022年（令和4年）3月31日現在の世帯数と人口は以下の通りである。
| 町丁     | 世帯数 | 人口  |
| -------- | ------ | ----- |
| 北金井町 | 71世帯 | 157人 |

## 交通

### 鉄道
町内に鉄道は通っていない。

### 道路
- 北関東自動車道

## 施設
- 強戸窯
- 北金井キャンプ場